# Атюрен
„Атюрен“ е квартал в Стара Загора.
Строителството започва на 21 декември 2006 г. Проектът се осъществява от строително инвестиционното дружество „Симдар“ ООД. Идеята за квартала е той да представлява затворено селище с фамилни къщи от американски тип. Жилищна площ на целия комплекс е общо 64 070 m². Ще бъдат изградени 298 двуфамилни и редови къщи с разгъната застроена площ между 150 и 260 m². Предвижда се да бъде изграден и православен храм по съхранени архитектурни планове от 17 век.
Кварталът е разположен в западната част на града между Железник и ректората на Тракийския университет. Надморската му височина е около 270 м. Изграждането на квартала е едно от най-големите строителни и инвестиционни начинания в града.
След кризата от 2008 г. строителството е спряно поради липса на инвестиционен интерес, презастрояване и потребителско търсене. Край него се изграждат отделни еднофамилни къщи.